# Thomas Keith (homme politique)
Pour les articles homonymes, voir Thomas Keith et Keith.
Thomas Keith (1863-12 juin 1916) est un chirurgien et un homme politique canadien de la Colombie-Britannique. Il député provincial travailliste (indépendant) de la circonscription britanno-colombienne de Nanaimo City de 1890 à 1894.

## Biographie
Né à Belfast dans le Royaume-Uni de Grande-Bretagne et d'Irlande, Keith est élu en tant que travailliste et soutenu par le Miners' and Mine Labourers' Protective Association. Siégeant à l'Assemblée législative de la Colombie-Britannique, il introduit une motion pour bannir les travailleurs provenant de la Chine dans les mines en 1891. L'année suivante, en 1892, il introduit un projet de loi similaire, mais pour les travailleurs japonais. La proposition échoue, il perd également lorsqu'il tente d'être réélu.
Keith meurt à Nanaimo en 1916 à l'âge de 52 ans.